# Vania Stambolova
Vania Stambolova (Varna; 28 de noviembre de 1983) es una atleta búlgara, especialista en la prueba de 400 m vallas en la que llegó a ser subcampeona europea en 2010.

## Carrera deportiva
En el Campeonato Europeo de Atletismo de 2010 ganó la medalla de plata en los 400 m vallas, con un tiempo de 53.82 segundos que fue récord nacional búlgaro, llegando a meta tras la rusa Natalya Antyukh y por delante de Perri Shakes-Drayton (bronce con 54.18 segundos).